# La gaia scienza (film)
La gaia scienza (Le gai savoir) è un film sperimentale del 1969 scritto e diretto da Jean-Luc Godard.
Nonostante il titolo richiami l'omonima opera di Friedrich Nietzsche, il soggetto è ispirato all'Emilio di Jean-Jacques Rousseau, a cui il nome di uno dei personaggi si riferisce. Un celebre aforisma di Nietzsche "Dio è morto" viene comunque menzionato durante uno dei dialoghi finali.
È stato presentato durante la 19ª edizione del Festival internazionale del cinema di Berlino, venendo candidato per l'Orso d'oro. Tuttavia non fu ben accolto dagli spettatori, la cui maggioranza uscì dalla sala durante la prima metà della proiezione.

## Produzione
Il film fu inizialmente commissionato dall'Office de Radiodiffusion Télévision Française come una trasposizione cinematografica di Emilio o dell'educazione di Jean-Jacques Rousseau, ma una volta visionato un breve estratto presentato da Godard, i produttori annullarono l'accordo e ne bandirono la messa in onda sulla televisione francese. Ciò non impedì al regista di continuare il progetto con altri finanziamenti.

## Trama
(Jean-Luc Godard, voce narrante)
Il film è la storia d'amore tra due giovani: lei è Patricia Lumumba, il padre è il leader congolese Patrice Lumumba assassinato durante un colpo di Stato e la madre è la Rivoluzione culturale; è stata cacciata dalle officine Citroën (dove era “delegata del terzo mondo”) perché distribuiva agli operai registratori per fornire prove dei soprusi dei padroni. Lui, Émile Rousseau (pronipote di Jean-Jacques Rousseau), è scampato a un colpo di proiettile al cuore grazie a una copia dei Cahiers du cinéma che teneva sotto la maglia; gli hanno sparato i parà perché aveva tentato di entrare all'università, facoltà di scienze.
I due si incontrano ogni sera, passano la notte insieme e all'alba si separano, oltre ad amarsi si impegnano in una ricerca che è anche un metodo di apprendimento. Decidono di dedicarsi a un triennio di riflessione e ricerca. ”Voglio imparare,” dice Patricia, ”insegnare a me stessa, a tutti, a rivoltarsi contro il nemico e le armi con cui ci attacca: il linguaggio”. Ai dialoghi e ai monologhi dello stesso Godard che fa da narratore, si sovrappongono varie fotografie storiche o tratte dalla cultura popolare.
Il primo anno i due ragazzi raccolgono immagini e suoni secondo un criterio che potrebbe sembrare arbitrario, in pratica però non lo è dal momento che l'inconscio ha una propria struttura. Il secondo anno sottopongono il materiale a un'analisi e a una critica dialettica. Il terzo anno infine è dedicato alla costruzione di modelli di relazione alternativi tra suoni e immagini.
Il progetto risulta troppo ambizioso, i due si fermeranno al primo stadio; si daranno però da fare per criticare una serie di modelli di cinema (amatoriale, didascalico, imperialista, guerrigliero), finché le immagini lasciano posto allo schermo completamente nero per una decina di minuti: rimangono solo le voci a simboleggiare che non bisogna lasciarsi fuorviare dalla superficie delle cose. Il sonoro ha la funzione di purificare l'immagine contaminata dall'uso culturale, commerciale, pubblicitario. Émile è brillante, spiritoso, Patricia risulta più fredda: in quanto donna e quindi oppressa, assume in pieno su di sé l'atteggiamento e la lingua rivoluzionari.
Émile annuncia un film che rappresenti l'unione di metodo e sentimento nel quale la coscienza sarà controllata dall'immaginazione. Verso la fine, l'intento didattico del regista lascia il posto alla malinconia. “C'è qualcosa di infame nel tempo” dice Émile, e Patricia risponde: “Sì, l'eternità e l'infamia sono nate insieme”.
Alla fine, i due attori si congedano uno dall'altro salutandosi con i loro veri nomi.

## Critica
l film sembra il proseguimento della situazione già portata sullo schermo con il precedente La cinese, nel quale già entrambi gli attori principali erano co-protagonisti. In origine Godard avrebbe voluto come interprete a fianco di Jean-Pierre Léaud la propria giovane seconda moglie, Anne Wiazemsky, quindi esattamente la coppia protagonista di La cinese, ma lei era impegnata nelle riprese di un film di Michel Cournot; quindi si rivolge a Juliet Berto, che aveva una parte minore nel suo lungometraggio sulla cellula di giovani maoisti parigini.
Commissionato al regista dalla televisione di stato francese, La gaia scienza fu rifiutato perché troppo diverso da un prodotto commerciale: Godard era già entrato nel periodo “militante” e intendeva il cinema come un fine per arrivare al cambiamento sociale. Il linguaggio è un'arma perché plasmato dall'ideologia della borghesia, ma non è sufficiente rifiutarlo: occorre sezionarlo, analizzarlo e sottoporlo a critica dialettica.
Si tratta, ancorché respinto dal committente, del primo lavoro del regista per la televisione, un rapporto che diventerà continuativo da questo momento in poi.
Godard anticipa in questo film una modalità estetica molto presente nei successivi, da Letter to Jane a Ici et ailleurs, cioè la critica dell'immagine, un discorso iniziato con Lontano dal Vietnam. La critica dell'immagine, del cinema, è un metodo per aggirare il corto-circuito mentale della cultura tradizionale, borghese, e la sua fasulla ideologia della spontaneità.
Le riprese furono effettuate nell'inverno '66/'67 nei teatri di posa di Joinville e montate nell'estate successiva; le due date non sono separate solo da pochi mesi di tempo, ma soprattutto dagli episodi del Maggio francese, che incideranno in profondità nella vita e nell'opera di Godard. Al titolo di lavorazione, Émile, un chiaro riferimento a Rousseau, fu sostituito poi quello di La gaia scienza, tratto da Nietzsche. L'unica proiezione pubblica in Europa è in pratica quella al Festival di Berlino il 28 giugno 1969, seguita da una programmazione al New York Theater nel settembre 1969.
Godard ne riacquistò i diritti dall'ORTF, ma la censura proibì la distribuzione nelle sale e il regista dovette accettare dei tagli che sottolineò con effetti sonori che rendono inaudibili alcune battute di dialogo: per esempio l'allusione alla “televisione pubblicitaria e fascista di Francia”, la ricetta per la fabbricazione di una bomba Molotov o sequele di parolacce alternate a nomi di politici di tutto il mondo. I due attori recitano in un teatro di posa buio, le figure rimangono scolpite dalla luce incidente, stagliate sul fondo della notte del non-sapere, a simboleggiare l'utopia rousseauiana dell'inizio totale dell'apprendimento nelle teste vergini. La loro immagine appare come dipinta sullo sfondo nero, senza scenografie, un lavoro che servirà come esperienza per il suo film del 1982 Passion.

## Curiosità
- In una scena del film, Émile dice a Patricia che intende recarsi in Italia, a Roma, per bombardare dei cinema della capitale, in maniera tale da "punire" gli spettatori italiani che hanno da sempre fruito d'un cinema doppiato nella propria lingua. Ciò richiama un giudizio simile espresso, nei panni del protagonista Paul Doinel, dallo stesso Léaud nel precedente film di Godard Il maschio e la femmina.